# Leica
Leica Camera (Ляйка Камера, нім. Leica Camera) — німецька група компаній, що колись називалася Ernst Leitz GmbH, а тепер розділена на три виробництва — Leica Camera AG, Leica Geosystems AG та Leica Microsystems GmbH. Виготовляє фотографічні камери, мікроскопи, оптичні та геодезичні прилади. Leica першою випустила 35-мм фотоапарат. Leica — скорочення «Leitzsche Camera» (ЛЯЙтцівська КАмера, за ім'ям підприємця Ернста Ляйтця).

## Історія камер Leica

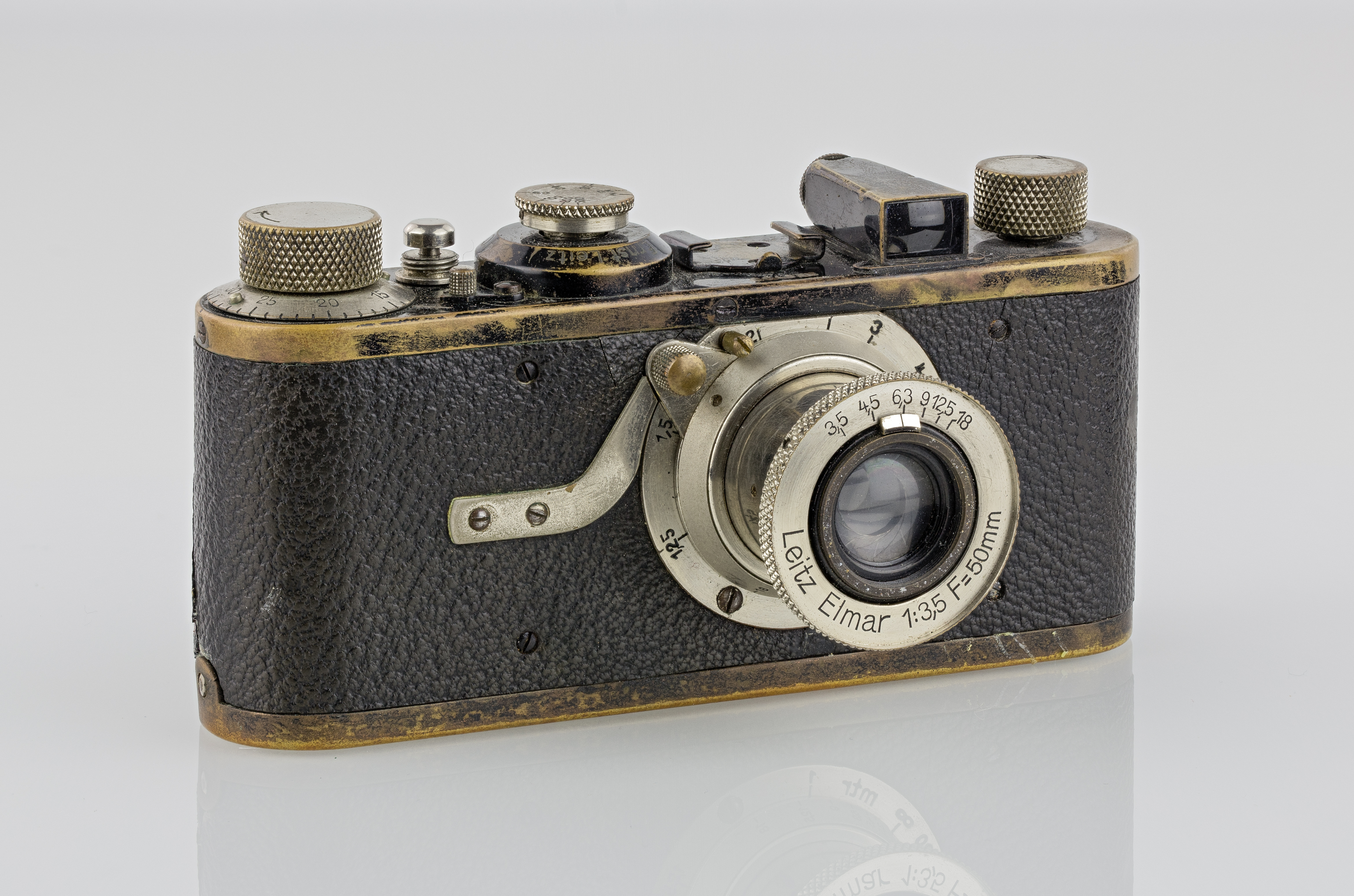
Leica I, 1927

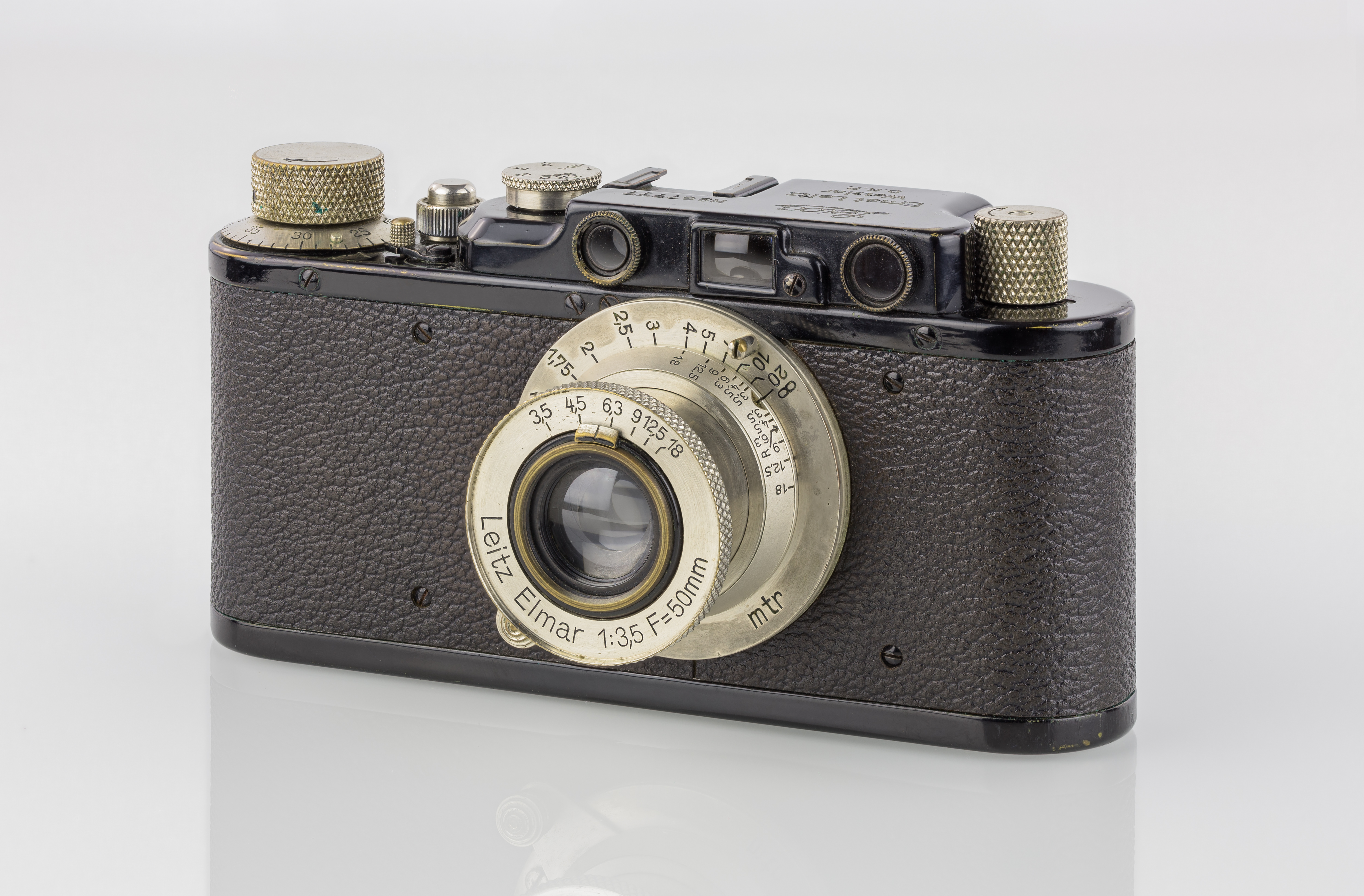
Leica II, 1931

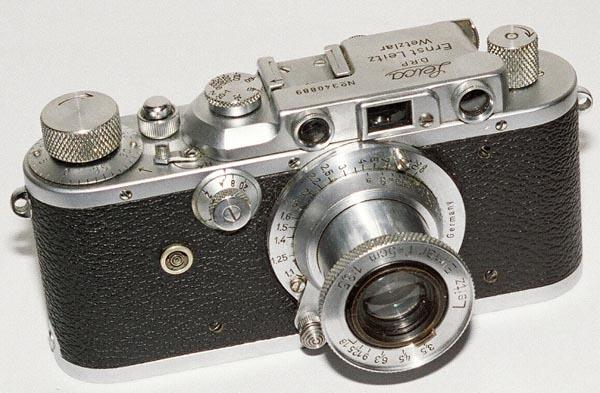
Фотокамера Leica III

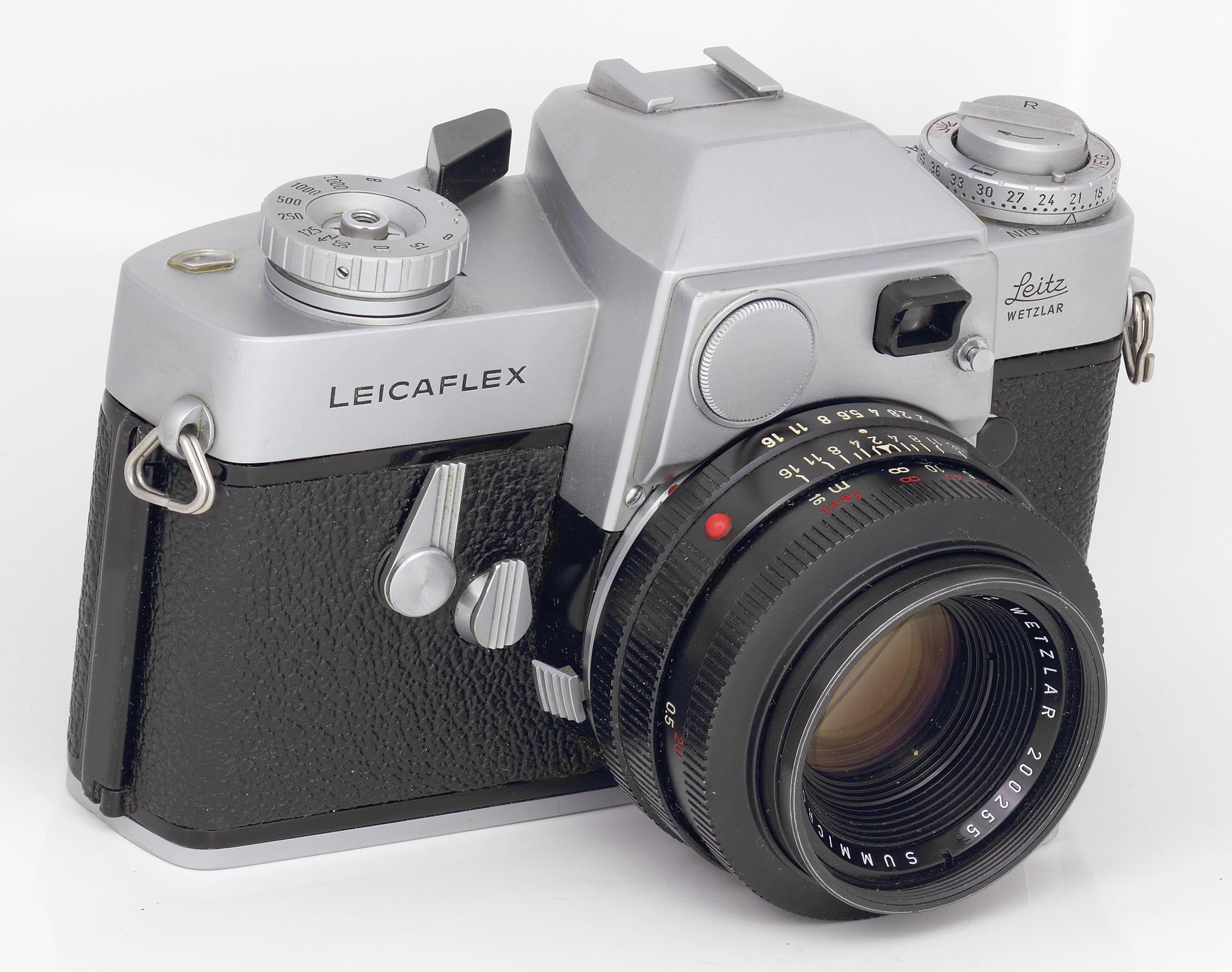
Leicaflex Mark I chrome, 1965

Перший прототип був сконструйований Оскаром Барнаком у 1913 році. Барнак використав стандартну 35-мм кіноплівку, але розширив розмір одного кадру до 24×36 мм. Барнак стверджував, що пропорція 2:3 є найліпшою й на одну плівку можна було вміщувати до 40 кадрів (пізніше розмір стандартної плівки було зменшено до 36 кадрів). Тоді Барнак працював на заводі E. Leitz Optische Werke, директором якого був Ернст Ляйтц.
Дуже цікава історія появи Барнака серед інженерів заводу Leitz. Оскар Барнак, що до того працював на заводі Zeiss (майбутньому конкуренті Leica — Zeiss Contax), перейшов до Ляйтца через те, що той гарантував йому медичне страхування й належне лікування за кошти компанії, у чому йому відмовили на заводі Zeiss. Оскар Барнак мав дуже слабке здоров'я і хворів на астму, через яку пізніше й помер.
Вислів Барнака — «Маленькі негативи — великі кадри» — з часом доконечно змінив світ фотографії.
У 1923 році Ернст Ляйтц іде на ризик і вирішує пустити камеру у виробництво. 1925 року вона була вперше представлена на весняній ярмарці в Лейпцизі як Leca І (Leitz Camera, що пізніше було змінено на зрозуміліше і зручніше Leica). Вона мала об'єктив Elmar 50 mm f/3.5, діапазон витримок від 1/20 до 1/500 секунд, ще позицію Zeit (час), компактний розмір і надійність.
Попервах виробництво Leica приблизно подвоювалося щороку: у 1925 р. випустили близько 850 камер, у 1926 р. — близько 1550, а в 1927 р. — близько 3200, у 1928 р. — близько 7600 камер. Після 1928 року фотокамери Leica вже набули масової популярності: з 15 000 вироблених одиниць у 1929 році до 40 000 у 1936 році.
Свого піку випуск Leica сягнув у 1938 р. (44 000 камер), після чого знизився до приблизно 6000 примірників у 1942 р. Загалом із 1925 р. до завершення Другої світової війни випустили близько 400 000 фотоапаратів Leica. Якщо не вважати спеціальні модифікації, що користуються великим попитом серед колекціонерів:
- Leica I (A) 1925—1932 р. 55 000 прим.
- Leica Standard (E) 1932—1949 р. 27 000 прим.
- Leica II (D) 1932—1940 р. 52 000 прим.
- Leica III (F) 1933—1939 р. 75 000 прим.
- Leica IIIa (G) 1935—1948 р. 93 000 прим.
- Leica IIIb 1938—1946 р. 32 000 прим.

У 1930 році виходить Leica I Schraubgewinde з опцією змінних об'єктивів на 39-мм різьбі. На той час були доступні «нормальний» 50-мм об'єктив, 35-мм ширококутний та 135-мм телеоб'єктив.
Leica II з'являється 1932 року, з вбудованим далекоміром, що мав опцію налаштування на різкість. Модель ще мала окремий видошукач, який показував зменшену картинку, а далекомір показував дві картинки, які сходились в одну, якщо об'єктив був вірно сфокусований на об'єкті зйомки. У наступну модель, Leica III, було додано триваліші витримки (до 1 с) та збільшено зумування далекоміра до 1.5X для зручнішого й обережнішого фокусування. У модель IIIa, представлену в 1935 році, було додано витримку 1/1000 с. Ще одна особливість IIIa була в тому, що це була остання камера, над якою працював Барнак перед своєю смертю.
Ляйтц продовжував модернізувати оригінальний дизайн камери до 1957 року. Фінальна версія, IIIg, мала у своєму складі великий видошукач з позначками можливих границь кадрів, який закріпився надалі, але все ще з окремим далекоміром та видошукачем.
В 1954 році виходить Leica M3, що має байонетне кріплення і закріпляє за собою славу дива дизайну завдяки комбінації надзвичайної функціональності та простоти вигляду. В цій моделі далекомір та видошукач об'єднані в один яскравий видошукач. Для наведення фокусу треба було з'єднати дві картинки в одну, ця система була представлена як компенсація паралаксу чи поправка на паралакс. На додаток камера мала новий прогумований шторково-щілинний затвор. Цю модель дотепер продовжують оновлювати, остання версія — М8 — вже цифрова. Всі моделі серії М підтримують можливість встановлення на них об'єктивів, що виходили з часів виходу першої М3.
Leica також виробляла SLR-камери. Починаючи з Leicaflex, потім Leicaflex SL та Leicaflex SL2. Кожен Leicaflex був оснащений з механічним затвором та електронним експонометром, на початку без TTL-заміру в Leicaflex, та з доданим TTL-заміром в SL та SL2. За Leicaflex слідували R-серії, від R3 до R7, які з початку робились спільно з корпорацією Minolta. Вся серія R була оснащена електронним затвором, за винятком повністю механічної R6, в якій єдиним електронним приладом був експонометр. Останньою моделлю є R-9, яка має опцію приєднання цифрової задньої насадки («задника», digital back). SLR-камери виробництва Leica добре сприймаються фотографами і користуються повагою, але значно менш популярні та менш успішні за класичні моделі з окремим видошукачем. Можливо через те, що японські виробники фотографічного обладнання прогресивніші в цій галузі, Leica, наприклад, не випустила жодної плівкової камери з автофокусом, модельний ряд об'єктивів значно менший, ніж в японських виробників та ще й дорожчий.
Ляйтц також ввів деякі інновації в фотографічній оптиці. З 1930-х по 1950-ті роки Leica змагалась із ще одним німецьким виробником — Contax за звання найдосконалішої камери на ринку. Leica створила цілу міфологію про те, що фотографії зроблені за допомогою їх об'єктивів можна відрізнити від фотографії зроблених будь-яким іншим, з приводу чого, звичайно, виникало багато суперечок. Але так чи інакше, завдяки політиці компанії та її майже бездоганної продукції Leica вважається переможницею цієї битви.
Об'єктиви Leica особливо відомі за бездоганну роботу на максимальній діафрагмі. Особливо виділяється об'єктив Noctilux 50 mm f/1.0, представлений 1976 року, він виробляється і дотепер. Єдиним конкурентом був об'єктив Canon 50mm f/1.0L USM для EOS системи, але Canon припинив його виробництво.
Деякі компанії копіювали дизайн та схему роботи камер, що виготовляв Leitz. Серед плагіаторів був навіть Canon на початку свого розвитку в цій сфері, також японські камери Leotaz та Nicca, американський Kardon, англійський Reid та добре відомі "Зоркій" та харківський Фед.
У 1986 році компанія Leitz змінює свою назву на Leica (LEItz CAmera) через славу бренду Leica. На сьогодні компанія Leica Camera AG стала незалежною одиницею й перенесла своє виробництво з міста Ветцлар (Wetzlar) до Зольмса (Solms). У 1996 році Leica Group вийшла зі складу Leica Group і стала акціонерною компанією. У 1998 році Leica Group розділилась на Leica Microsystems та Leica Geosystems.
На виставці PMA-2006 Leica Camera AG заявила про підтримку Four-Thirds System і невдовзі випустила першу цифрову дзеркальну камеру, яка відповідає цьому стандарту; нею стала Lieca DIGILUX 3. Ця камера не є унікальною розробкою Leica, а побудована на базі камери Panasonic DMC-L1. Камера сумісна з лінійкою об'єктивів Leica серії D, а також з усіма іншими об'єктивами системи Four-Thirds.
Наразі Leica Camera випускає оптику високої якості, компактні камери (включаючи системи М — прямі послідовники першої камери Leica), SLR-камери системи R, компактні та професійні цифрові камери (разом з компанією Panasonic), такі як Leica Digilux 2 / Panasonic DMC-LC1, Leica Digilux 3, біноклі та підзорні труби.
У світі існує пребагато колекціонерів старих камер Leica, деякі з них є членами різноманітних спеціальних об'єднань чи організацій. Либонь, найбільша з таких організацій — це Leica Historical Society of America, що нараховує більш ніж 2000 членів. Було видано багато книжок, присвячених розвитку Leica чи окремим камерам, виходить декілька часописів, що мають на меті інформувати та підтримувати колекціонерів у всьому світі.
Серед колекціонерів найбільший попит мають камери, випущені під час Другої світової війни заводом Leitz для Вермахту. Як і все німецьке виробництво, Leitz мав служити на користь Третього рейху. До речі, цікавим фактом тих часів є те, що Ернст Ляйтц та його дочка зорганізували славнозвісний «Потяг свободи», що таємно переправляв євреїв з Німеччини, щоб ті уникнули Голокосту.

## Перелік камер та об'єктивів Leica
Нижче частково приведено список камер і об'єктивів, що їх виготовляв Leitz.

### Leica I з фіксованим об'єктивом
- Leica I — перша камера заводу Leitz була представлена публіці під час весняної ярмарки в Лейпцигу у 1925. Камера була побудована на основі прототипу Ur-Leica, що його спроектував Оскар Барнак у 1913 році та іншого — Prototyp 1, розробленого ним у 1923. Спадкоємці цієї моделі — Leica Luxur та Leica Compur (загалом було виготовлено 60 586 камер). З 1930 року виробляється з опцією змінних об'єктивів.

### Leica зрізьбовим з'єднаннямдля встановлення змінних об'єктивів
Камери Leica зі змінними об'єктивами на різьбленні:
- Leica I зі змінним об'єктивом
- Leica II — 1932. Leica з далекоміром.
- Leica III — 1933. Змінений дизайн та додано довгі витримки.
- Leica IIIa — 1935. Додано витримку 1/1000s.
- Leica IIIb. Далекомір та видошукач об'єднано в єдиний пристрій.
- Leica IIIc. Жорсткіша коробка камери, надійніша. IIIc заявила себе як найвитриваліша і найнадійніша камера з цієї серії.
- Leica IIId. Інтегровано систему автоматичного спуску.
- Leica IIIf — 1950. Leica додає синхронізацію зі спалахом. «Black Dial» IIIf синхронізує лише на витримці 1/30 с, але пізніше «Red Dial» додає зручнішу 1/50 с. Деякі моделі «Red Dial IIIf» також мають опцію автоспуску, вони знані під іменем IIIf RD DA (тобто Delayed Action — «затримка»).
- Leica IIIg — Виготовляється до 1960. (Загалом на цей час виготовлено 798 200 примірників різьблених камер.)

### Серія M

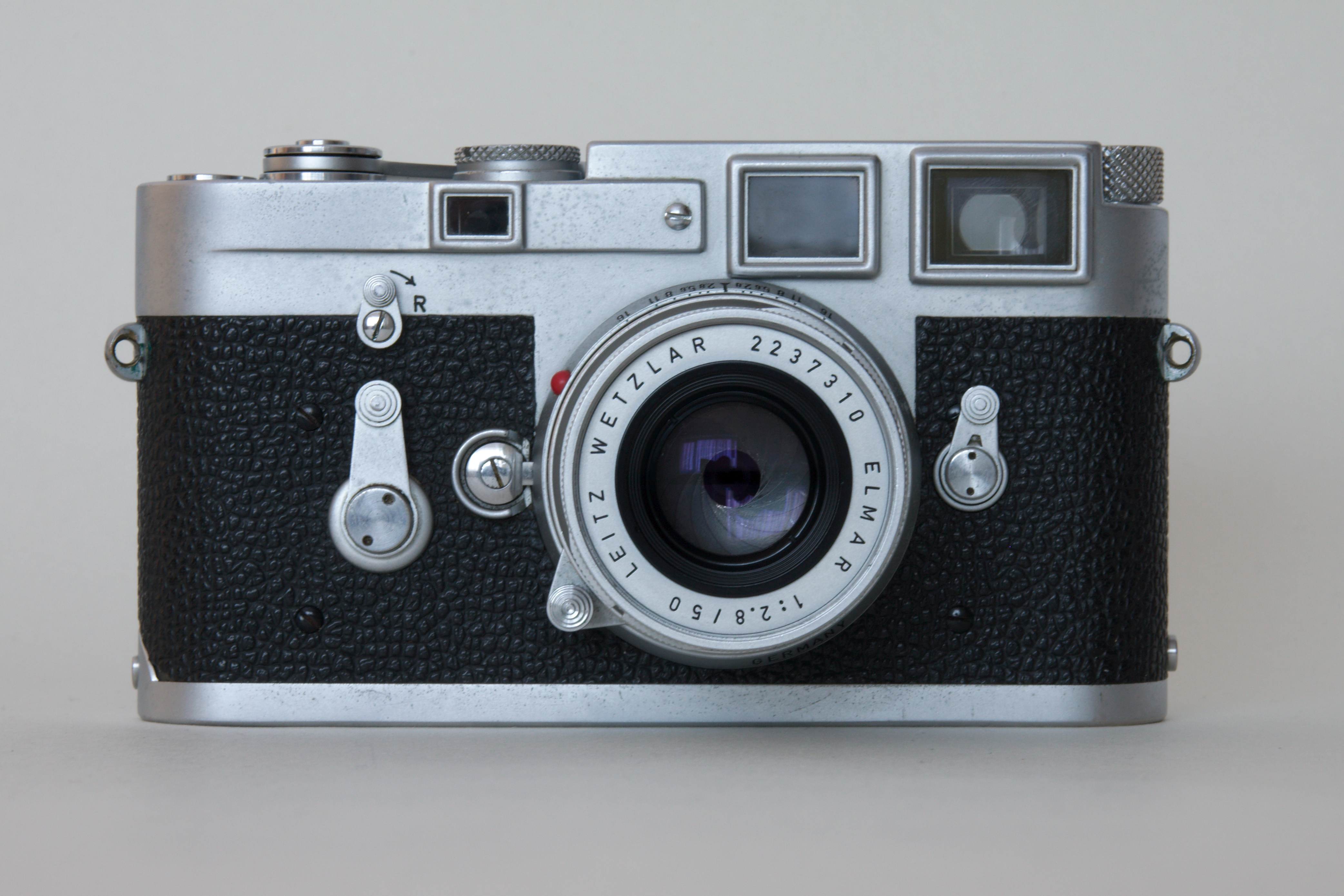
Камера Leica M3, 1954

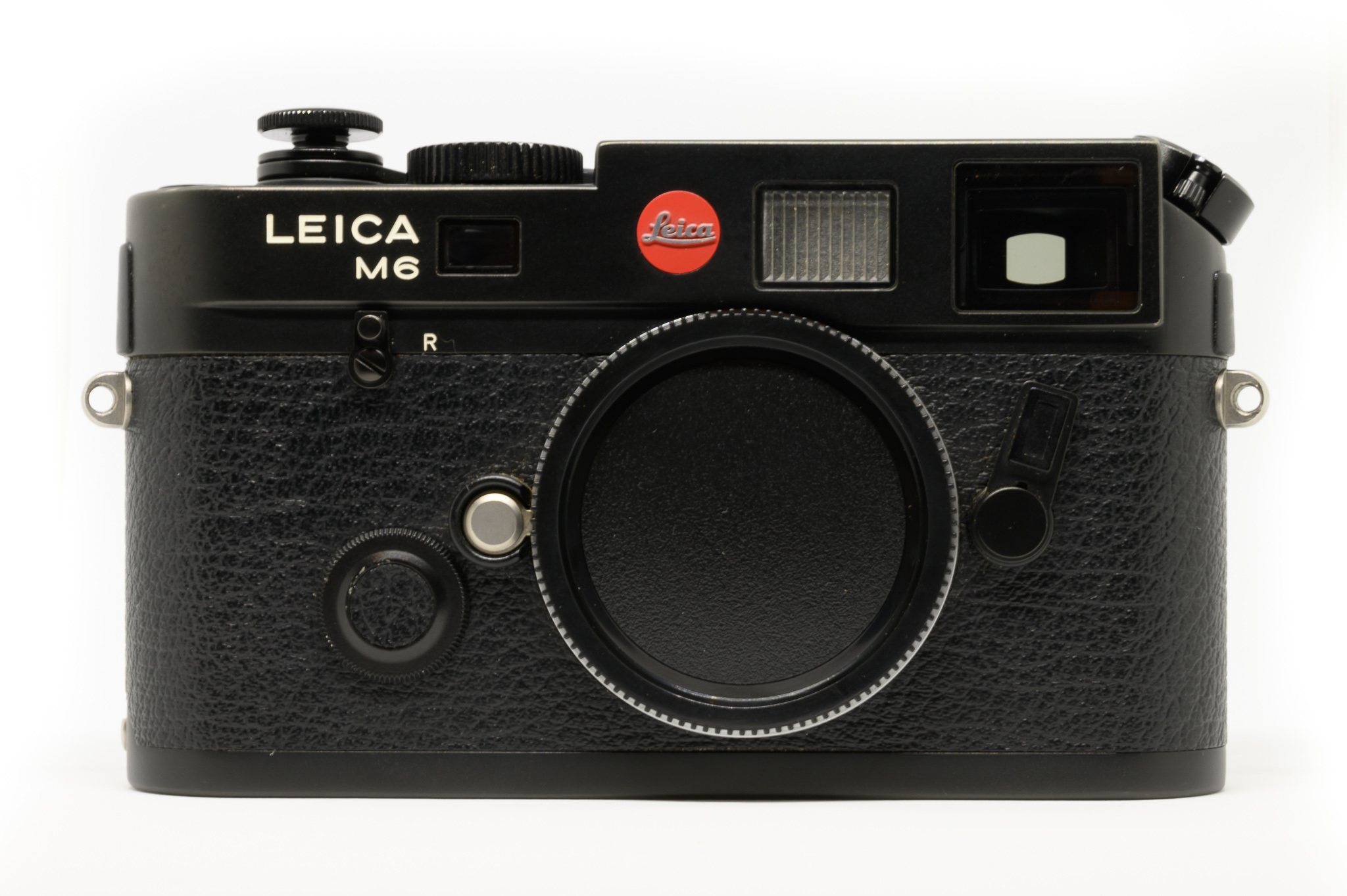
Leica M6, 1984

- М3 — 1954—1966 (загалом 200 000 примірників виготовлено). М3 було анонсовано на виставці Foto Kina в 1954 році. Це перша з М-серії Leica, що виготовляються заводом дотепер — перше байонетне кріплення для змінних об'єктивів. В рекламній листцівці цієї камери Leica представляла продукт, як «довічне інвестування в ідеальну фотографію», твердження, що виявилось правдою після 50 років її існування.
- MP — 1956—1957 (402 примірників було виготовлено). Представлялась як репортерська камера, фактично це була оптимізована М3.
- M2 — 1958—1967 (88 000 примірників було виготовлено). Дешевша і простіша за М3, М2 мала .73 збільшувач вмонтований в далекомір, замість .92 в М3, що робило зручнішою зйомку на 35 мм об'єктиви. Збільшення в 0,72 раза в подальшому стало стандартним для всіх далекомірів серії М. Ще, на відміну від своїх попередників, М2 не мала автоматичного скидання лічильника кадрів.
- M1 — 1959—1964 (9392 примірників було виготовлено). Спрощена М2 для використання в технічній і наукових сферах, М1 не мала далекоміра. В 1965 оновлена і перейменована в MD (взагалі без видошукача). Потім трансформувалась в MDa (1967) та врешті-решт на MD-2 (1980).
- M4 — 1967—1975 (50 000 примірників було виготовлено); З доданими позначеннями розмірів кадрів до видошукача для виділення зони кадрів по 35 мм та 135 мм — об'єктивах. Додано автоматичний спуск.
- M5 — 1971—1975 (31 400 примірників було виготовлено). Перша Leica з TTL-експонометром. Через додані функціональні оновлення, камера мала більший за звичний для серії М корпус і не мала можливості взаємодіяти з деякими старими ширококутними об'єктивами (21 mm f4.0 та f3.4). Остання камера серії М, що мала автоспуск.
- CL — 1973—1976 (компактна Leica), також знана під іменами Minolta CL та Leitz-Minolta CL. Була представлена разом з двома об'єктивами, що були розроблені спеціально для цієї моделі — 40 mm Summicron-C f2 та 90 mm Elmar-C f4.
- M4-1 — 1977—1980 (17 000 примірників було виготовлено). Перша М з «гарячим башмаком» для встановлення електричного спалаху. Без автоспуску. Виготовлялась в Канаді.
- М4-Р — 1980—1986. Додано рамки до далекоміра для 28 мм та 75 мм об'єктивів. Нема автоспуску, теж виготовляється в Канаді.
- М6 — 1984—1998. Справжній прорив. В цій камері поєднано класичний дизайн та останні інновації в сфері фотографії, додано новий експонометр.
- M6J — 1994. Колекційне видання, всього 1640 екземплярів було виготовлено на честь 40-річного ювілею М-серії.
- M6 0.85 — 1998. (3130 примірників було виготовлено) М6 з наближенням далекоміра в 0.85 разів для комфортнішого і акуратнішого налаштування на різкість при роботі зі швидкими об'єктивами (50 mm f/1.0 Noctilux, 75 mm f/1.4 Summilu) та телеоб'єктивами.
- М6 TTL — 1998—2002. Є дві версії з наближенням в 0.72 та 0.85 разів. З 2000, ще одна з наближенням в 0.58 разів для зручнішої роботи з ширококутними об'єктивами. Головна відмінність полягала в тому, що камера могла «розуміти» спалах, тобто автоматично налаштовувати його потужність.
- M7 виготовляється з 2002 року і по сьогодні. TTL-замір, пріоритет діафрагми, ручний замір, електроспуск та дві механічні швидкості — 1/60 та 1/125. Виготовляються з різними далекомірами (.58, .72, .85).
- МР (Mechanical Perfection) виготовляється з 2003 по сьогодні. Таке собі віддання честі класичній МР зовнішньо нагадую оригінальні версії, але функціонально наближена до класичної М6. Можлива в чорному чи хромованому забарвленні та з різними далекомірами (.58, .72, .85).
- М8. Перша цифрова Leica з 10.3-мегапіксельною матрицею Kodak, розробленою спеціально для М8. Модель має 2,5" дисплей, кроп-фактор складає ×1,33 порівняно з плівковими камерами.

### Серія R (SLR)

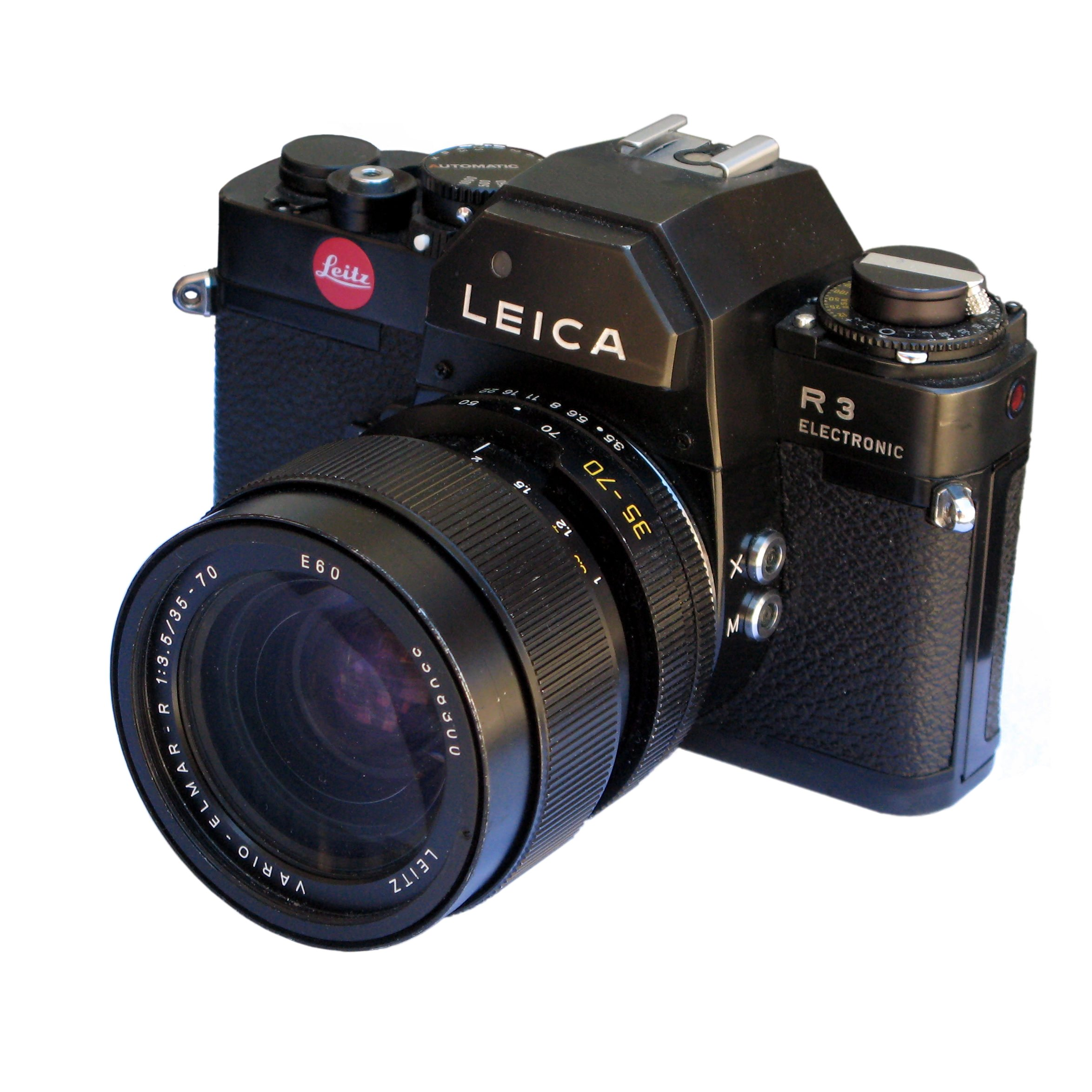
Leica R3 MOT, 1978

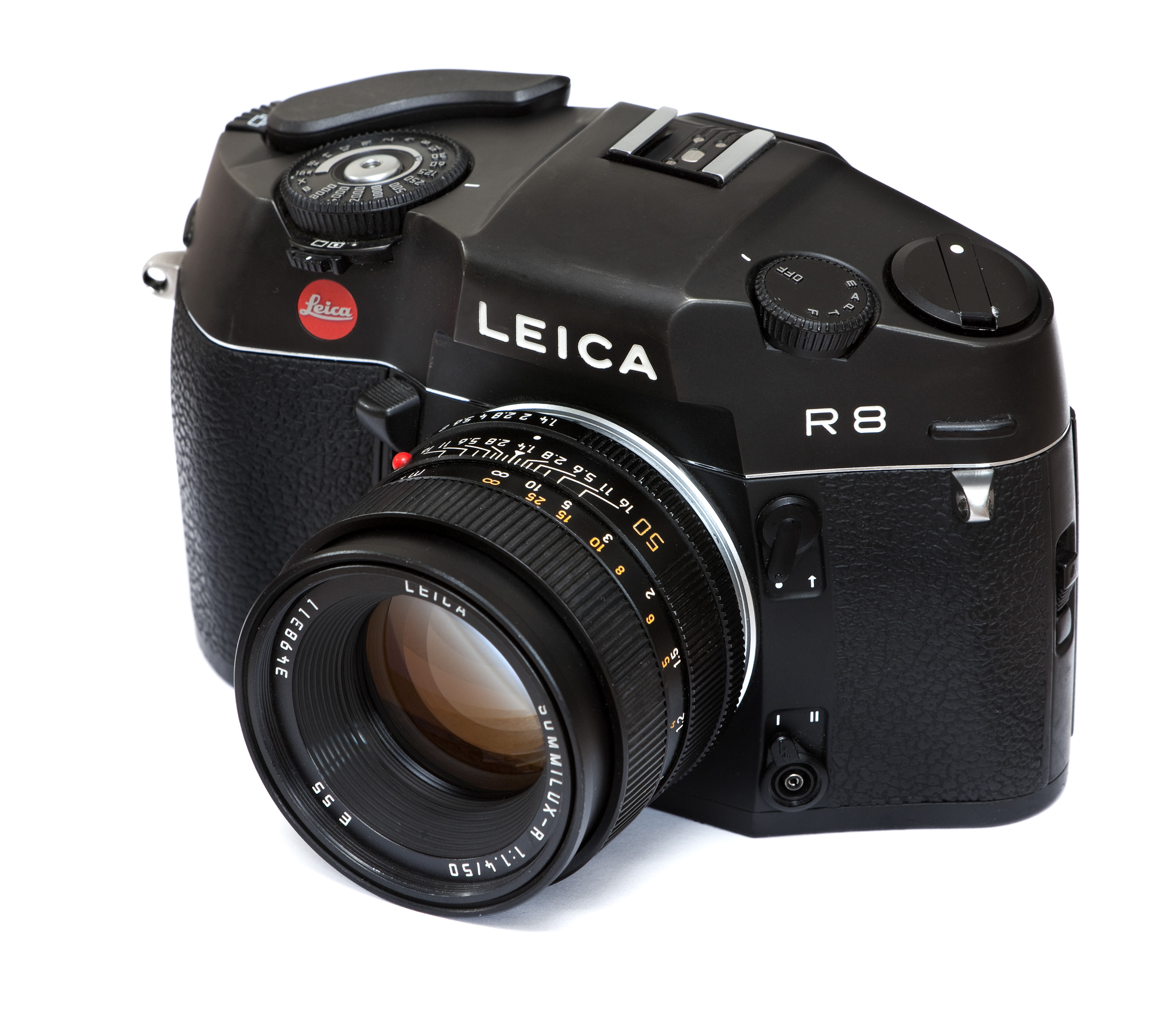
Leica R8 black, 1996

- Leicaflex — 1964—1965 — іноді з'являється під іменем Standart, вбудований експонометр, чітке наведення на різкість за допомогою яскравого кола в центрі видошукача.
- Leicaflex SL та SL MOT — 1968 — TTL — експонометр з можливістю заміру світла по зонах видошукача, трохи вища коробка за попередника, зручна і функціональна. Близько 1000 примірників було виготовлено.
- Leicaflex SL2/SL2 MOT — 197 — оптимізована модифікація свого попередника зазнала слави, як сама міцна SLR-камера, що була виготовлена. Музей Leica Solms має експонат цієї камери, що залишився цілим після падіння з висоти 7600 метрів. Близько 1000 примірників було виготовлено.
- R3 — 1976—1980. Перша електрона SLR-камера виготовлена заводом Leitz, базована на камері Minolta XE1/7, чим Leitz розпочав свою співпрацю з Minolta у виготовленні SLR-камер. Перші кілька примірників було виготовлено в Німеччині, після чого виробництво переїхало до Португалії.
- R4MOT/R4/R4S/R4S Mod2 — 1980—1987 — нова компактна модель базована на Minolta XD11. R4 задала моду в дизайні серії R аж включно до моделі R7. Ця камера передбачала програмний (автоматичний) режим, пріоритет витримки чи діафрагми, ручний режим, замір по зонах чи центрально-зважений замір.
- Leica R4
- R5 and R-E — 1987 — виправлено електроніку (R5 мала можливість TTL-налаштування спалаху), RE — спрощена модель.
- R6 — 1988-92 механічний спуск, з електроніки мала тільки експонометр.
- R6.2 — 1992 — оптимізована R6.
- R7 — 1992 — набагато більше складної електроніки.
- R8 — Повний редизайн камери, вже без участі Minolta, виробництво повертається назад до Німеччини
- R9 — оптимізація R8 з пониженням ваги на 100 г.
- R8/R9 DMR Digital Module-R — 10-мегапіксельна задня насадка до камер R8/R9, перша цифрова насадка до 35-мм камер.

### Серія С
- Z2X
- C1
- C2
- C3
- Leica Minilux 40 mm
- Leica Minilux Zoom
- Leica CM 40 mm
- Leica CM Zoom

### Цифрова Leica
Цифрові камери Leica виготовляються в Японії спільно з компанією Panasonic, часто Leica і Panasonic випускають схожі моделі, Panasonic виходить під маркою Lumix.
- Digilux
- Digilux Zoom
- Digilux 4.3
- D-Lux
- D-Lux 2
- D-Lux 3
- Digilux 1
- Digilux 2
- Digilux 3 Four-Thirds System DSLR (2006-09-14)
- R8/R9 DMR Digital Modul-R DSLR
- C-Lux 1
- V-Lux 1
- M8
- M8.2
- M9
- Leica M10-D

### Об'єктиви Leica серії M
- Elmarit-M Asph. 21 mm f/2.8
- Elmarit-M Asph. 24 mm f/2.8
- Summicron-M Asph. 28 mm f/2
- Elmarit-M 28 mm f/2.8
- Elmarit-M Asph. 28 mm f/2.8 (Вересень 2006)
- Summilux-M Asph. 35 mm f/1.4
- Summicron-M Asph. 35 mm f/2
- Summilux-M Asph. 50 mm f/1.4
- Summicron-M 50 mm f/2
- Noctilux-M 50 mm f/1
- Elmar-M 50 mm f/2.8 (розбірний)
- Summilux-M 75 mm f/1.4
- Apo-Summicron-M Asph. 75 mm f/2
- Apo-Summicron-M Asph. 90 mm f/2
- Elmarit-M 90 mm f/2.8
- Elmarit 135 mm f/2.8
- Apo-Telyt-M 135 mm f/3.4
- Macro-Elmar-M 90 mm f/4
- Tri-Elmar-M Asph. 28-35-50 mm f/4
- Tri-Elmar-M Asph. 16-18-21 mm f/4 (Вересень 2006)

### Об'єктиви Leica серії R
- Leica 15 mm f/3.5 Super-Elmar-R — 1980 (Дизайн Carl Zeiss)
- Leica 15 mm f/2.8 Super-Elmarit-R ASPH — 2001 (Дизайн Schneider-Kreuznach)
- Leica 16 mm f/2.8 Fisheye-Elmarit-R — 1970 (Дизайн Minolta)
- Leica 19 mm f/2.8 Elmarit-R Перша версія
- Leica 19 mm f/2.8 Elmarit-R Друга версія — 1990
- Leica 21 mm f/4.0 Super-Angulon-R — 1968—1992 (Дизайн Schneider-Kreuznach)
- Leica 21 mm f/3.4 Super-Angulon-R — 1968 (Дизайн Schneider-Kreuznach)
- Leica 24 mm f/2.8 Elmarit-R (Дизайн Minolta)
- Leica 28 mm PC-Super-Angulon-R (Дизайн Schneider-Kreuznach)
- Leica 28 mm f/2.8 Elmarit-R Перша версія — 1970
- Leica 28 mm f/2.8 Elmarit-R Друга версія — 1994
- Leica 35 mm f/4.0 PA-Curtagon-R (Дизайн Schneider-Kreuznach)
- Leica 35 mm f/2.8 Elmarit-R Перша версія — 1964
- Leica 35 mm f/2.8 Elmarit-R Друга версія
- Leica 35 mm f/2.8 Elmarit-R Третя версія
- Leica 35 mm f/2.0 Summicron-R Перша версія — 1970
- Leica 35 mm f/2.0 Summicron-R Друга версія — 1976
- Leica 35 mm f/1.4 Summilux-R
- Leica 50 mm f/2.0 Summicron-R Перша версія — 1964
- Leica 50 mm f/2.0 Summicron-R Перша версія — 1964
- Leica 50 mm f/2.0 Summicron-R Друга версія — 1977
- Leica 50 mm f/1.4 Summilux-R Перша версія
- Leica 50 mm f/1.4 Summilux-R Друга версія
- Leica 50 mm f/1.4 Summilux-R Третя версія — 1997
- Leica 60 mm Macro-Elmarit-R Перша версія — 1972
- Leica 60 mm Macro-Elmarit-R Друга версія
- Leica 75 mm f/2.0 Elcan-R code C-341 — Дуже рідкісний
- Leica 80 mm f/1.4 Summilux-R
- Leica 90 mm f/2.8 Elmarit-R Перша версія — 1964—1996
- Leica 90 mm f/2.8 Elmarit-R Друга версія — 1983
- Leica 90 mm Summicron-R Перша версія — 1969
- Leica 90 mm Summicron-R Друга версія
- Leica 90 mm APO-Summicron-R ASPH — 2002
- Leica 90 mm f/1.0 Elcan-R — Дуже рідкісний
- Leica 100 mm f/4.0 Macro-Elmar-R
- Leica 100 mm f/4.0 Macro-Elmar-R спіральна версія
- Leica 100 mm f/2.8 APO-Macro-Elmarit-R
- Leica 135 mm f/2.8 Elmarit-R Перша версія — 1965
- Leica 135 mm f/2.8 Elmarit-R Перша версія — 1965
- Leica 135 mm f/2.8 Elmarit-R Друга версія
- Leica 180 mm Elmar-R — 1976
- Leica 180 mm f/2.8 Elmarit-R Перша версія
- Leica 180 mm f/2.8 Elmarit-R Друга версія
- Leica 180 mm f/3.4 APO-Telyt-R — 1975—1998
- Leica 180 mm f/2.8 APO-Elmarit-R — 1998
- Leica 180 mm f/2.0 APO-Summicron-R
- Leica 180 mm f/3.4 Elcan-R code C-303 — Дуже рідкісний
- Leica 250 mm f/4.0 Telyt-R Перша версія
- Leica 250 mm f/4.0 Telyt-R Друга версія
- Leica 280 mm f/4.8 Telyt-V
- Leica 280 mm f/4.0 APO-Telyt-R
- Leica 280 mm f/2.8 APO-Telyt-R — 1984—1997
- Leica 350 mm f/4.8 Telyt-R
- Leica 400 mm f/6.8 Telyt-R — 1968—1994
- Leica 400 mm f/5.6 Telyt-R
- Leica 400 mm f/2.8 APO-Telyt-R — 1992—1996
- Leica 450 mm f/5.6 Elcan-R, code C-329 — Дуже рідкісний
- Leica 500 mm f/8 MR-Telyt-R
- Leica 560 mm f/6.8 Telyt-R — 1971—1995
- Leica 560 mm f/5.6 Telyt-R — 1966—1973
- Leica 800 mm f/6.3 Telyt-S — 1972—1995
- Leica modular APO-Telyt-R 260/400/560 head
- Leica modular APO-Telyt-R 400/560/800 head
- Leica 21 mm-35 mm f/3.5-f/4.0 Vario-Elmar-R zoom — 2002
- Leica 28 mm-70 mm f/3.5-f/4.5 Vario-Elmar-R zoom (Дизайн Sigma)
- Leica 70-180 mm f/2.8 Vario-APO-Elmarit-R zoom
- Leica 35-70 f/4.0 Vario-Elmar-R zoom
- Leica 35-70 mm f/3.5 Vario-Elmar-R zoom (Дизайн Minolta)
- Leica 35-70 mm Vario-Elmarit-R ASPH zoom — 2000 (тільки 200 примірників було виготовлено)
- Leica 70-210 mm f/4.0 Vario-Elmar-R zoom (Дизайн Minolta)
- Leica 75-200 mm f/4.5 Vario-Elmar-R — 1976—1984 (Дизайн Minolta)
- Leica 80-200 mm f/4.5 Vario-Elmar-R zoom (Дизайн Minolta)
- Leica 80-200 mm f/4.0 Vario-Elmar-R zoom
- Leica 105—280 mm f/4.2 Vario-Elmar-R zoom

### Об'єктиви Leica серії D
Об'єктиви серії Leica D призначені для роботи із DSLR Four-Thirds System, і випускаються спільно з компанією Panasonic.
- Leica D Vario-Elemarit 14-50mm f2.8-3.5 ASPH
- Leica D SUMMILUX 25mm/F1.4 ASPH

## Співпраця

### L-Mount Alliance з Sigma та Panasonic
Під час Photokina 2018 в Кельні Leica оголосила, що Sigma та Panasonic стали ліцензіатами платформи L-mount. Ці три компанії створили стратегічний та технічний альянс L-Mount Alliance, але при цьому залишаються незалежними.

### Leica та Panasonic
Лінзи марки Leica, такі як деякі Nocticron, Elmarit та Summilux, використовуються на багатьох цифрових фотоапаратах (Lumix) Panasonic (Matsushita) та відеореєстраторах з 1995 року. Моделі Panasonic/Leica були першими, що вбудували оптичну стабілізацію зображення у свої цифрові камери. Для кріплення системи Мікро чотири до трьох було виготовлено кілька лінз Panasonic/Leica, включаючи основні лінзи 12 мм f/1.4 Summilux, 15 мм f/1.7 Summilux та 25 мм f/1.4 Summilux, а також зум-лінзи, включаючи 12–60 мм f/2.8–4 та 100–400 мм f/4–6.3.

### Leica та Valbray

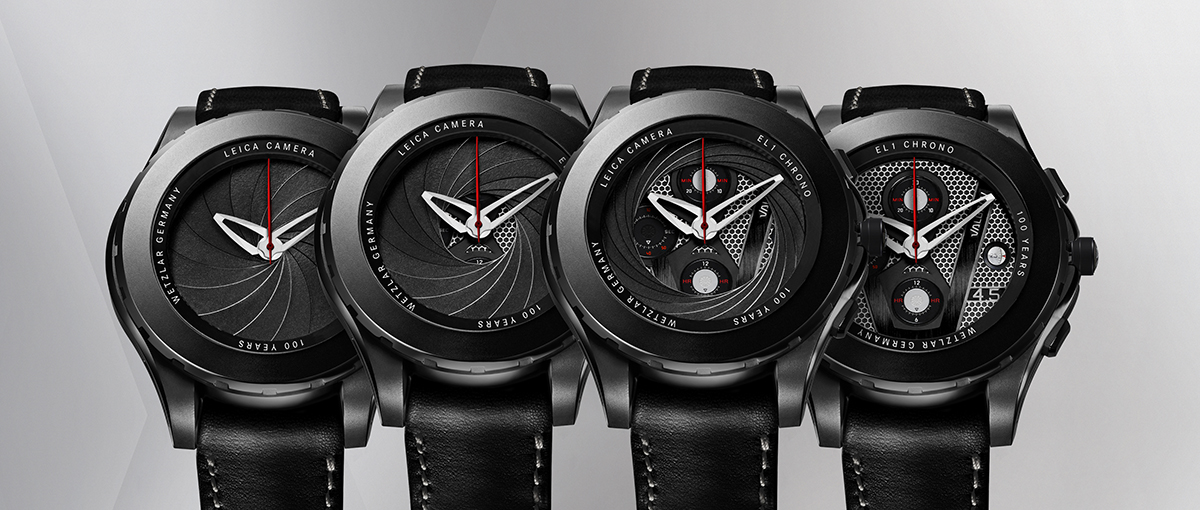
Лімітоване видання Valbray EL1 у чорному кольорі, випущене в честь 100 річниці панорамних камер Leica

У 2014 році, на честь 100-річчя камер Leica, компанія у співпраці зі швейцарським виробником годинників Valbray розробила лімітований наручний годинник з хронографом із фірмовим циферблатом Valbray у вигляді діафрагми камер Leica.

### Leica та Huawei

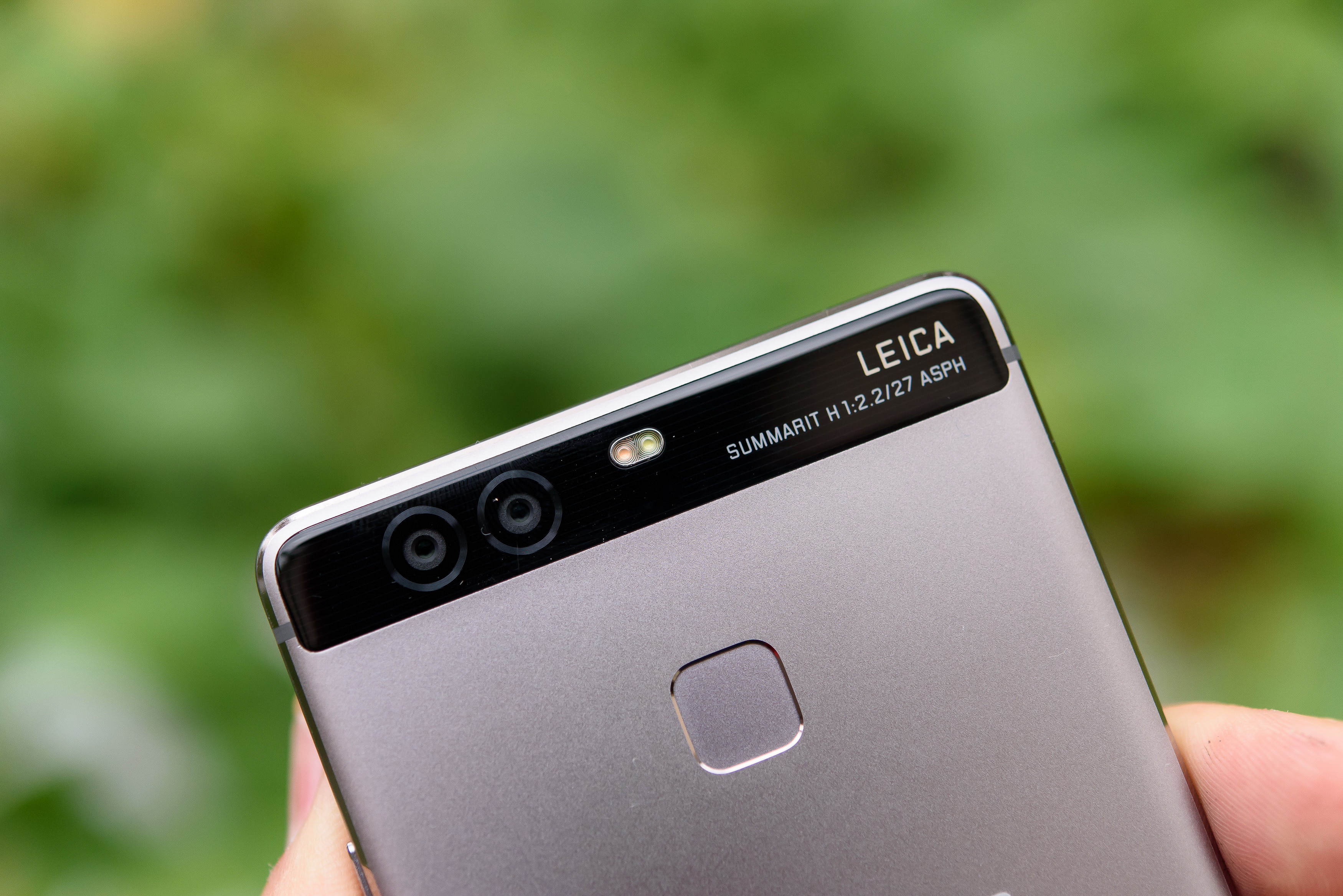
Huawei P9 — перший смартфон Huawei, розроблений у співпраці з Leica Camera

З 2016 року Leica налагодила партнерські відносини з китайською телекомунікаційною компанією Huawei, і тепер камери Leica встановлюються в смартфони Huawei серій P та Mate. Першим смартфоном, створеним спільно з Leica  Camera, став Huawei P9. Партнерство завершилося у 2021 році із серією Huawei P50.

### Leitz та Minolta
Leica та Minolta підписали угоду про технічне співробітництво у червні 1972 року.
- Деталі Minolta XE стала основою для дзеркальної фотокамери Leica R3 — спільної розробки з Copal на електронному модулі затвора 'Copal-Leitz Square', з вдосконаленим механізмом та автоспуском.
- Деталі Minolta XD та мікроелектроніка стали основою для дзеркальних фотокамер Leica R4.
  - Кілька лінз для вищевказаних камер, включаючи MC/MD 24mm F2.8 (Leica Elmarit-R, скло Minolta, але футляр виготовлений в Німеччині); (1983) MD Zoom 35–70 F3,5 (Vario-Elmar-R); (1978) Minolta MD 75–200 F4.5.
- Leica 'Leitz-Minolta' CL та CLE (Compact Leica Electronic)
  - Minolta спільно розробила та виготовила такі лінзи для нижчезазначених камер:
  - M-Rokkor 40mm F2 (Summicron-C – виготовлено в Німеччині);
  - M-Rokkor 90mm F4 'Зроблено Leitz в Німеччині' (Elmar-C – виготовлено в Німеччині, а пізніше в Японії Minolta). Цей об'єктив був розроблений виключно Minolta, що є чудовим як для однієї з небагатьох японських лінз, виготовлених у Німеччині. Елементи лінзи були виготовлені компанією Minolta в Японії.
  - M-Rokkor 28mm F2.8. Цей об'єктив не такий, як будь-який із Leica M 28mm F2.8, будучи 7-елементним, з 5-ти груповим дизайном,[11] тоді як сучасні Leica були 8e/6g (Elmarit II '72 –'79 та Elmarit-M III '79 –'93). M-Rokkor продавався приблизно менше, ніж за половину ціни, проте тести Modern Photography показали, що продуктивність настільки ж хороша, як і еквівалент Leica. Це підтверджується досвідом користування та сучасними тестами.[12]

### Leica та Insta360

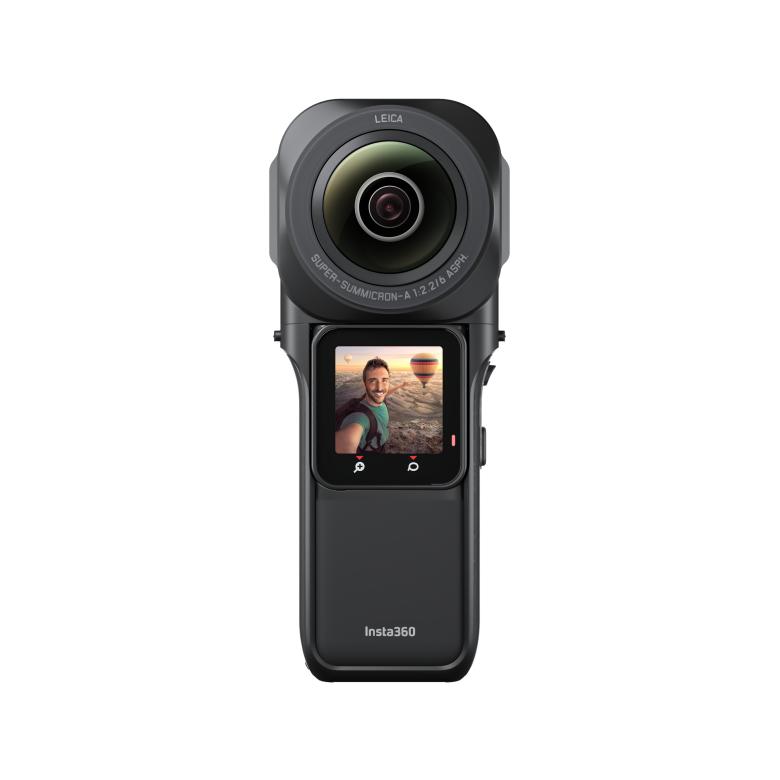
Insta360 ONE RS 1-Inch 360 розроблений в співпраці з Leica

У 2020 році Leica уклала стратегічне партнерство з Insta360, щоб допомогти випустити ONE R 1-Inch Edition. Відтоді ONE R було визнано журналом TIME одним із найкращих винаходів 2020 року.

### Leica та Sharp
З 2021 року Leica встановила технологічне партнерство з Sharp Corporation, і тепер камери Leica встановлюються в смартфони Sharp для японського ринку. Першим смартфоном, створеним спільно з Leica Camera, став AQUOS R6. Потім Leica раз із SoftBank представили смартфон Leitz Phone 1, що має ті ж самі характеристики, що й AQUOS R6, але інший дизайн.

### Leica та Xiaomi

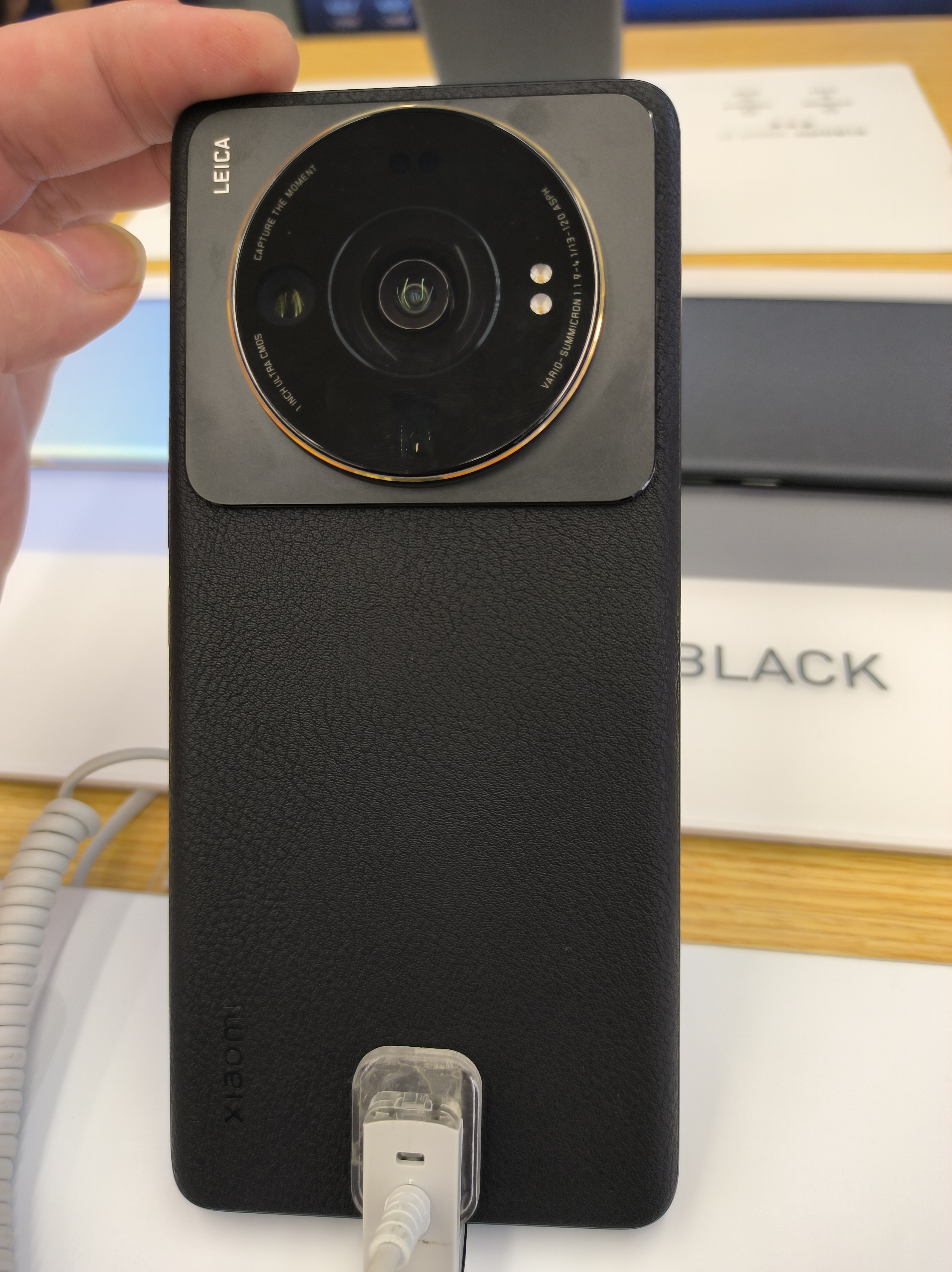
Xiaomi 12S Ultra з Leica Summicron 1:1.9-4.1 / 13-120 ASPH

У 2022 році Leica уклала стратегічне партнерство з Xiaomi для спільної розробки камер Leica і використання їх у майбутніх флагманських Android-смартфонах Xiaomi, подібно до їхнього партнерства з Huawei. Першими смартфонами в рамках цього нового партнерства є лінійка Xiaomi 12S та Xiaomi MIX Fold 2, представлені в липні та серпні 2022 року відповідно.

## Відомі фотографи, що знімали на камери Leica
- Діана Арбус (Diane Arbus)
- Гері Вінограндт (Garry Winogrand)
- Жин Гаумі (Jean Gaumy)
- Ральф Гібсон (Ralph Gibson)
- Нан Голдін (Nan Goldin)
- Ара Ґюлер (Ara Güler)
- Спайк Джонзе (Spike Jonze)
- Девід Дуглас Данкан (David Douglas Duncan)
- Альфред Ейзенштед(Alfred Eisenstaedt)
- Еліот Ервіт (Elliot Erwitt)
- Анрі Картьє-Брессон (Henri Cartier Bresson)
- Роберт Капа(Robert Capa)
- Андре Кертеш (André Kertész)
- Антон Корбійн (Anton Corbijn)
- Альберто Корда (Alberto Korda)
- Карл Лагерфельд (Karl Lagerfeld)
- Лені Ріфеншталь {Leni Riefenstahl}
- Тім Лау (Tim Lau)
- Мері Елен Марк (Mary Ellen Mark)
- Тім Пейдж (Tim Page)
- Олександр Родченко
- Норберт Розінг (Norbert Rosing)
- Себаст'яно Сальгадо (Sebastiao Salgado)
- Роберт Дел Тредечі (Robert Del Tredici)
- Крістофер Форбз (Christopher Forbes)
- Девід Алан Харвей (David Alan Harvey)
- Бен Шан (Ben Shahn)
- Глядєлов Олександр (Україна)

### Офіційні сайти
- Leica Camera AG [Архівовано 23 квітня 2008 у Wayback Machine.]
- Leica Geosystems [Архівовано 19 листопада 2008 у Wayback Machine.]
- Leica Microsystems [Архівовано 15 січня 2007 у Wayback Machine.]

### Інші посилання
- Великий історичний архів пов'язаний з Лейкою [Архівовано 22 червня 2016 у Wayback Machine.]
- Leica M-серії від Стівена Ганді/Cameraquest.com [Архівовано 17 січня 2007 у Wayback Machine.]
- История фирмы Leica. [Архівовано 1 травня 2013 у Wayback Machine.] (рос.)
- Сторінка Leica від Торсена Овергаарда [Архівовано 18 травня 2021 у Wayback Machine.]
- Історія Leica та походження імені Leica [Архівовано 13 березня 2007 у Wayback Machine.]
- Історія та технічні деталі камери 1954 року
- Leica M3
- oskarbarnack.com: Опис та технічні подробиці серій M та R [Архівовано 28 вересня 2007 у Wayback Machine.]
- The Leica Historical Society of America [Архівовано 5 лютого 2007 у Wayback Machine.]
- Лист ресурсів Leica
- RLFC (R-Leica Fan Club)
- Приклади сучасних знімків, зроблених камерами Leica ІІ/ІІІ [Архівовано 26 серпня 2019 у Wayback Machine.]
- Специфікації цифрових камер Leica